# Hårig tallbastborre
Hårig tallbastborre (Hylurgus ligniperda) är en skalbaggsart som först beskrevs av Fabricius 1787.  Hårig tallbastborre ingår i släktet Hylurgus, och familjen vivlar. Arten är reproducerande i Sverige.